# Tutnjevac (Srebrenik, BiH)
Tutnjevac je jedno od naselja općine Srebrenik, Federacija Bosne i Hercegovine, BiH. Naselje pripada mjesnoj zajednici Centar Špionica. Broji oko dvije stotine domaćinstava. 
U naselju je gradski vodovod i džamija.

## Stanovništvo

### Nacionalni sastav, 1991.
ukupno: 290
- Bošnjaci – 261
- Srbi – 7
- Hrvati – 6
- Jugoslaveni – 7
- ostali, neopredijeljeni i nepoznato – 9